# Strada statale 422 dell'Alpago e del Cansiglio
La ex strada statale 422 dell'Alpago e del Cansiglio (SS 422), ora strada provinciale 422 dell'Alpago e Cansiglio (SP 422), è una strada provinciale italiana di collegamento interprovinciale.

## Percorso
La strada comincia a Vittorio Veneto sud, staccandosi dalla strada statale 51 di Alemagna; comincia presto ad inerpicarsi sulle Prealpi bellunesi passando per il centro di Fregona e raggiunge quindi il pian del Cansiglio varcando il passo La Crosetta (1118 m s.l.m.).
Da qui ridiscende attraversando l'Alpago passando per Tambre e Puos d'Alpago, per ricongiungersi nuovamente alla SS 51 subito a nord del Lago di Santa Croce.
In seguito al decreto legislativo n. 112 del 1998, dal 1º ottobre 2001, la gestione è passata dall'ANAS alla Regione Veneto che ha provveduto al trasferimento al demanio della Provincia di Belluno e della Provincia di Treviso per le tratte territorialmente competenti; dal 20 dicembre 2002 la gestione della tratta è passata alla società Veneto Strade.

## Tabella percorso
| dell'Alpago e del Cansiglio | |      |                   |           |
| Tipo                        | Indicazione | ↓km↓ | Comune            | Provincia |
|                             | di Alemagna Conegliano - Vittorio Veneto - Ponte nelle Alpi - Longarone - Pieve di Cadore - Cortina d'Ampezzo - Dobbiaco                 | 0,0  | Alpago            | BL        |
|                             | Ponte sul fiume Rai | 0,2  | Alpago            | BL        |
|                             | Area di servizio | 0,4  | Alpago            | BL        |
|                             | Ponte sul canale "Cellina" | 1,0  | Alpago            | BL        |
|                             | Bastia | 1,6  | Alpago            | BL        |
|                             | del Lago di Santa Croce Farra d'Alpago - Sella di Fadalto                                                                                | 2,0  | Alpago            | BL        |
|                             | Area di servizio | 3,1  | Alpago            | BL        |
|                             | Puos d'Alpago Val Cantuna Garna - Pieve d'Alpago - Soccher                                                                               | 3,9  | Alpago            | BL        |
|                             | Ponte sul torrente "Tesa" (140m) | 4,5  | Alpago            | BL        |
|                             | Cornei | 5,8  | Alpago            | BL        |
|                             | di Lamosano Cornei - Lamosano | 6,6  | Alpago            | BL        |
|                             | Ponte sul torrente "Borsoia" | 5,0  | Tambre            | BL        |
|                             | Borsoi (loPonte sul torrente "Borsoia"calità)                                                                                            | 9,7  | Tambre            | BL        |
|                             | Ponte sul torrente "Borsoia" | 10,5 | Tambre            | BL        |
|                             | Lavina (località) | 10,7 | Tambre            | BL        |
|                             | Pianon (località) | 12,9 | Tambre            | BL        |
|                             | Tambruz (località) | 13,3 | Tambre            | BL        |
|                             | Tambre | 14,5 | Tambre            | BL        |
|                             | Spert Coste d'Alpago Farra d'Alpago - Vadenogher                                                                                         | 16,5 | Alpago            | BL        |
|                             | Pian del Cansiglio Campo da golf Area campeggio                                                                                          | 24,2 | Alpago            | BL        |
|                             | del Cansiglio Sarone | 29,6 | Fregona           | TV        |
|                             | 1º Tornante | 31,5 | Sarmede           | TV        |
|                             | Ponte sul torrente "Valsalega" | 32,5 | Fregona           | TV        |
|                             | 2º Tornante | 35,3 | Fregona           | TV        |
|                             | 3º Tornante | 35,5 | Fregona           | TV        |
|                             | Ponte sul torrente "Gava" | 36,3 | Fregona           | TV        |
|                             | Ponte sul torrente "Vizza" | 37,0 | Fregona           | TV        |
|                             | 4º Tornante | 37,9 | Fregona           | TV        |
|                             | 5º Tornante | 38,1 | Fregona           | TV        |
|                             | Ponte sul torrente "Bordan" | 38,5 | Fregona           | TV        |
|                             | Osigo Pedemontana del Cansiglio Vittorio Veneto - Fregona - Sarmede                                                                      | 39,2 | Fregona           | TV        |
|                             | Fregona | 40,6 | Fregona           | TV        |
|                             | Ponte sul torrente "Carran" | 42,3 | Cappella Maggiore | TV        |
|                             | Anzano | 43,6 | Cappella Maggiore | TV        |
|                             | Area di servizio | 43,9 | Cappella Maggiore | TV        |
|                             | Costa Ospedale di Vittorio Veneto | 44,2 | Vittorio Veneto   | TV        |
|                             | Supermercato Comando dei Vigili del fuoco di Vittorio Veneto                                                                             | 44,9 | Vittorio Veneto   | TV        |
|                             | Area di servizio | 45,0 | Vittorio Veneto   | TV        |
|                             | Ponte sul fiume Meschio | 45,4 | Vittorio Veneto   | TV        |
|                             | Vittorio Veneto di Alemagna Conegliano - Vittorio Veneto - Ponte nelle Alpi - Longarone - Pieve di Cadore - Cortina d'Ampezzo - Dobbiaco | 45,6 | Vittorio Veneto   | TV        |

## Strada statale 422 dir dell'Alpago e del Cansiglio
La ex strada statale 422 dir dell'Alpago e del Cansiglio (SS 422 dir), ora strada provinciale 423 del Lago di Santa Croce (SP 423), è una strada provinciale italiana.
La strada è una diramazione della SS 422 che si diparte dal centro abitato di Puos d'Alpago e proseguendo in direzione sud-est supera il torrente Tesa e raggiunge Farra d'Alpago. Da qui costeggiando il lago di Santa Croce sulla sponda sud-orientale, raggiunge la strada statale 51 di Alemagna nei pressi della Sella di Fadalto.
In seguito al decreto legislativo n. 112 del 1998, dal 1º ottobre 2001, la gestione è passata dall'ANAS alla Regione Veneto che ha provveduto al trasferimento al demanio della Provincia di Belluno; dal 20 dicembre 2002 la gestione della tratta è passata alla società Veneto Strade.

## Tabella percorso
| del Lago di Santa Croce | |      |        |
| Tipo                    | Indicazione | ↓km↓ | Comune |
|                         | dell'Alpago e del Cansiglio Puos d'Alpago - Tambre - Pian del Cansiglio - Fregona - Vittorio Veneto                      | 0,0  | Alpago |
|                         | Villanova | 0,4  | Alpago |
|                         | Area di servizio | 0,9  | Alpago |
|                         | Ponte sul torrente"Tesa" (140m)                                                                                          | 1,0  | Alpago |
|                         | Coste d'Alpago Vadenogher - Spert                                                                                        | 1,6  | Alpago |
|                         | Farra d'Alpago | 1,8  | Alpago |
|                         | Ponte sul torrente "Runal"                                                                                               | 1,9  | Alpago |
|                         | Poiatte | 3,4  | Alpago |
|                         | Galleria "todesco" (63m)                                                                                                 | 5,2  | Alpago |
|                         | Galleria "corseret" (66m)                                                                                                | 5,3  | Alpago |
|                         | Galleria "carpine" (182m)                                                                                                | 5,5  | Alpago |
|                         | Cava "col de le vì" | 5,8  | Alpago |
|                         | di Alemagna Conegliano - Vittorio Veneto - Ponte nelle Alpi - Longarone - Pieve di Cadore - Cortina d'Ampezzo - Dobbiaco | 6,4  | Alpago |